# Michelob Ultra Arena
Michelob Ultra Arena, tidigare Mandalay Bay Events Center, är en inomhusarena som ligger på tomten till kasinot Mandalay Bay i Paradise, Nevada i USA. Den ägs av MGM Growth Properties och drivs av MGM Resorts International. Inomhusarenan har en publikkapacitet på 12 000 åskådare. Den används för arrangemang som berör basket, boxning, konserter och mixed martial arts (MMA).
1998 inleddes bygget av inomhusarenan och den öppnades den 2 mars 1999. Den 17 oktober 2017 meddelade National Basketball Association (NBA) och Women's National Basketball Association (WNBA) att San Antonio Stars hade blivit köpta av MGM Resorts International med syftet att laget skulle spela i Mandalay Bay Events Center från och med 2018 års säsong. Basketlaget fick namnet Las Vegas Aces. I februari 2021 meddelade MGM att man hade sålt namnrättigheterna till bryggerijätten Anheuser-Busch och arenan fick nuvarande namn efter deras lageröl Michelob.